# Swetlana Wladimirowna Sacharowa

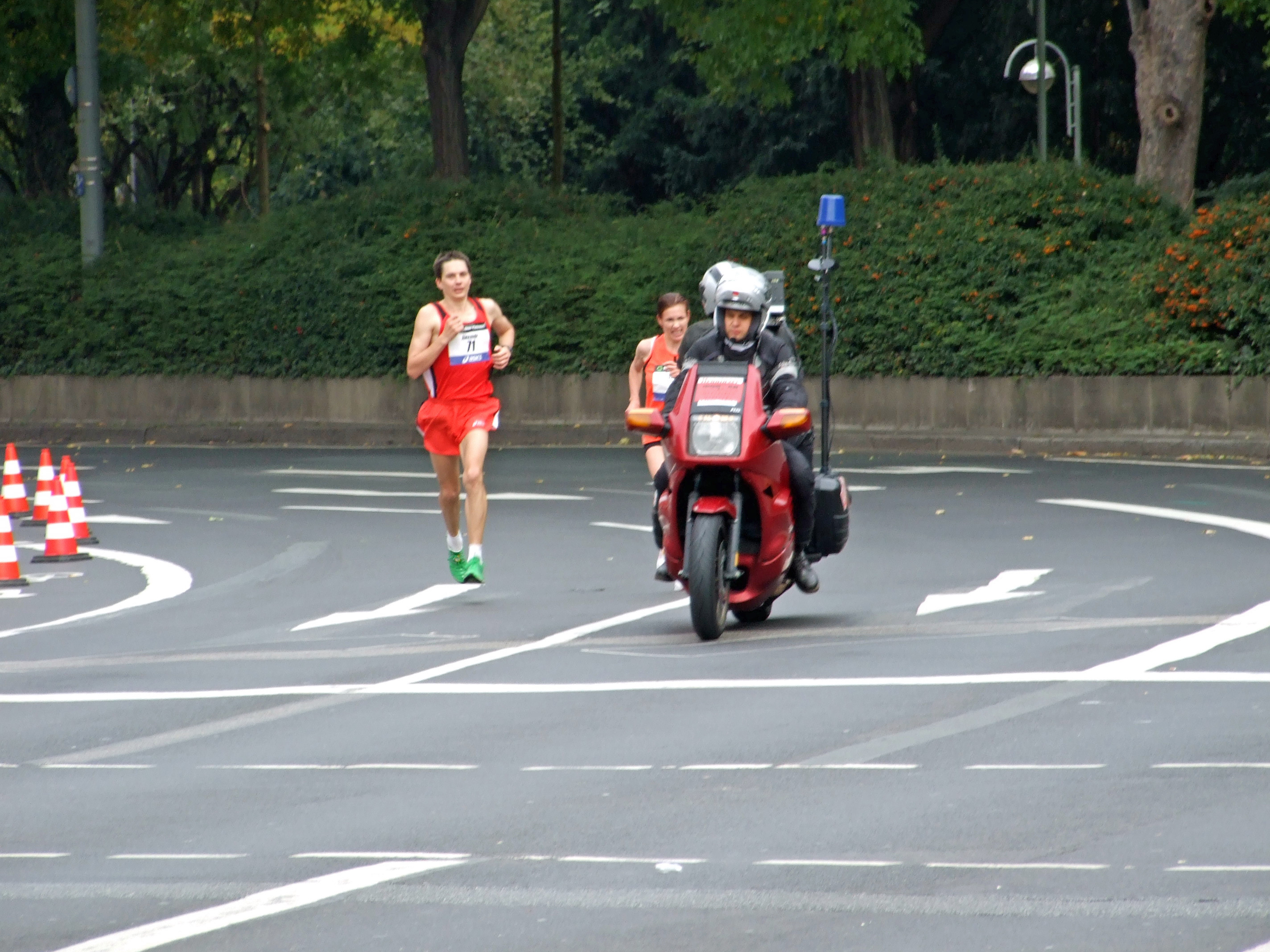
Frankfurt-Marathon 2007 (2. Platz)

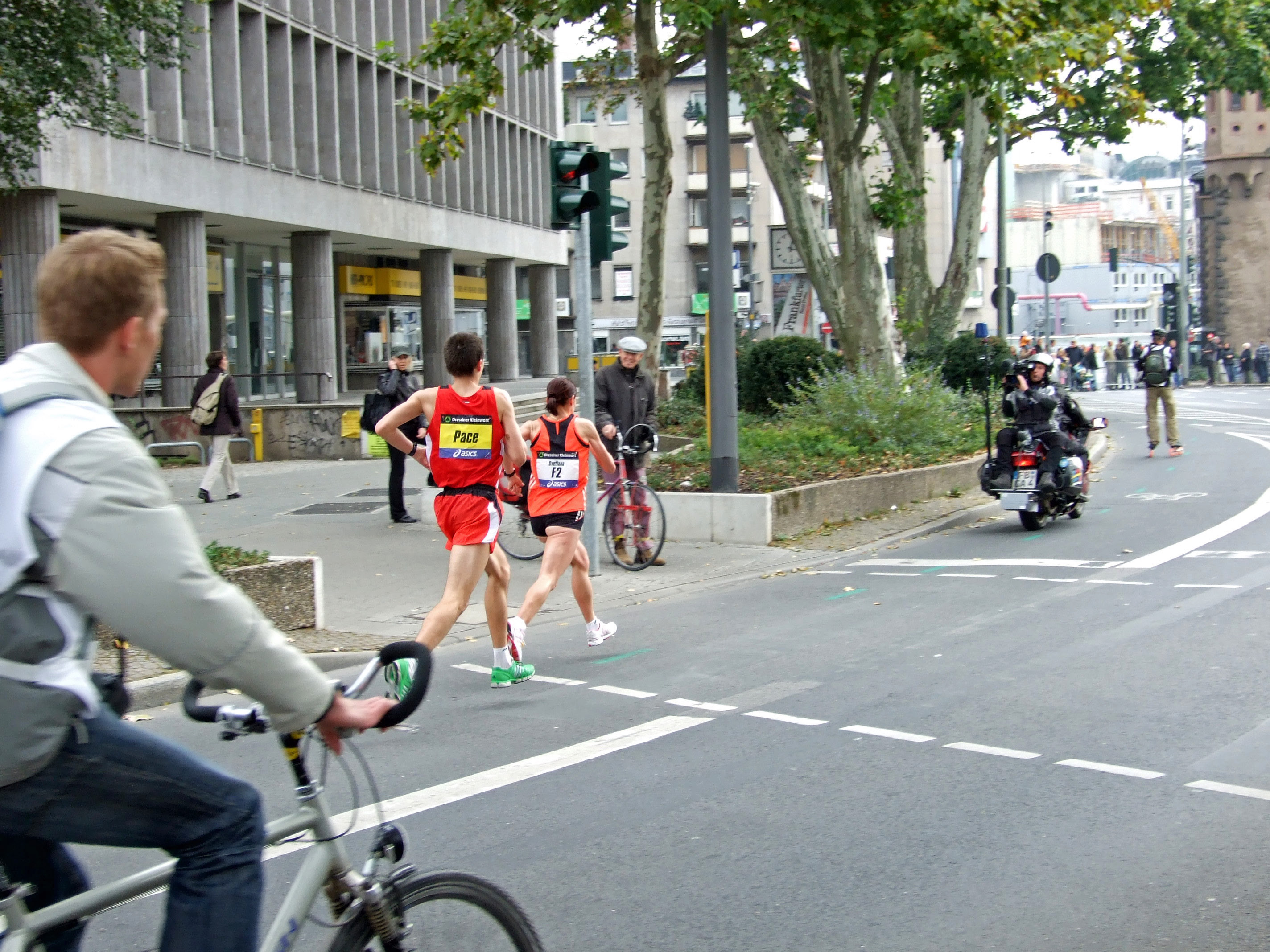
Frankfurt-Marathon 2007 (hier noch in Führung)

Swetlana Wladimirowna Sacharowa (russisch Светлана Владимировна Захарова; engl. Transkription Svetlana Zakharova, geb. Wassiljewa; * 15. September 1970 in Tschuwaschien) ist eine russische Langstreckenläuferin, die sich auf den Marathon spezialisiert hat.
1997 gelang ihr beim Honolulu-Marathon ihr erster bedeutender Sieg. 1999 lief sie als Dritte beim Berlin-Marathon zum ersten Mal eine Zeit unter 2:30 und 2001 als Zweite beim London-Marathon zum ersten Mal unter 2:25. Im selben Jahr holte sie die Bronzemedaille bei den Leichtathletik-Weltmeisterschaften 2001 in Edmonton hinter Lidia Șimon (ROM) und Reiko Tosa (JPN) und wurde Dritte beim New-York-City-Marathon.
2002 wurde sie Zweite beim London-Marathon, stellte als Vierte beim Chicago-Marathon mit 2:21:31 den aktuellen russischen Rekord auf und gewann den Honolulu-Marathon zum zweiten Mal, nachdem sie in den vier Jahren zuvor dort jeweils den zweiten Platz belegt hatte.
2003 siegte sie beim Boston- und beim Chicago-Marathon und wurde Neunte bei den Weltmeisterschaften 2003 in Paris.
2004 wurde sie Neunte beim Marathon der Olympischen Sommerspiele in Athen, außerdem Dritte beim Chicago-Marathon.
2005 wurde sie Vierte beim Tokyo International Women’s Marathon und erzielte denselben Platz beim Boston-Marathon.
Beim Frankfurt-Marathon 2007 wurde sie Zweite hinter Melanie Kraus und beim London-Marathon 2008 Zweite hinter Irina Mikitenko.
Die 46 kg leichte und 1,65 m große Athletin ist mit dem Skilangläufer Nikolai Sacharow verheiratet, der sie auch trainiert.